# Rezoluce Rady bezpečnosti OSN č. 2177

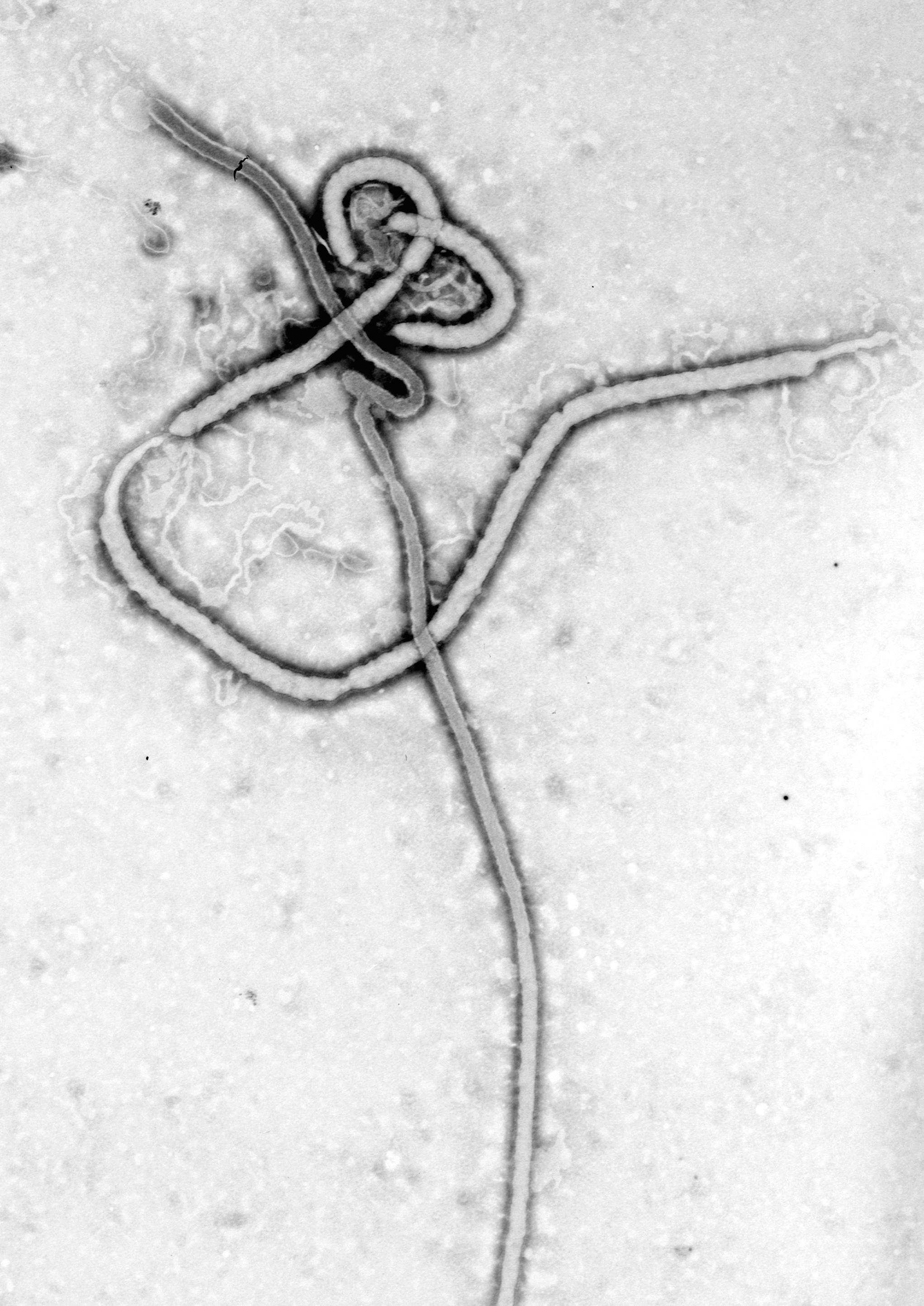
Virus eboly

Rezoluce Rady bezpečnosti OSN č. 2177 byla přijata 18. září 2014, a to jednohlasně. Tato rezoluce by měla nastartovat mechanismy, které by měly zamezit šíření viru Ebola a tudíž snížit napětí v daném regionu. Unikátnost této rezoluce spočívá v tom, že vůbec poprvé Rada bezpečnosti označila ohrožení veřejného zdraví jako hrozbu pro mezinárodní mír a bezpečnost.

## Historie epidemií viru Eboly
Virus Ebola se objevil poprvé již v roce 1976 a to v oblastech Súdánu a Demokratické republiky Kongo. Prvním ohniskem bylo město Nzara ležící v Jižním Súdánu. Zde od června do listopadu roku 1976 bylo nakaženo na 284 lidí. Ačkoli Světová zdravotnická organizace (WHO) věděla o tomto doposud neznámém a nepojmenovaném viru, k identifikaci či zjištění o jaký virus se jedná, se zapojila až u druhého ohniska. Druhým ohniskem vypuknutí, byla malá vesnice Yambuko v severním Zairu. Prvním nakaženým byl ředitel místní školy Mabalo Lokela, jež se nejspíše nakazil v oblasti u řeky Ebola a začal projevovat hlavní symptomy. Po několika dnech zemřel on a také mnoho lidí, kteří s ním byli v kontaktu. Po této události vypukla ve vesnici panika. To přimělo WHO reagovat a spolupracovat s ministrem zdravotnictví a prezidentem Zairu, kteří společně vyhlásili karanténní zónu, která se týkala celého regionu včetně vesnice Yambuko. Nikomu nebylo umožněno vstoupit nebo opustit tuto zónu. Uzavřely se školy, podniky a sociální zařízení a bylo také vyhlášeno stanné právo, jež může omezit některá občanská práva a také zvýšit trest pro nedodržení těchto opatření. Díky těmto opatřením se Ebola nerozšířila dále do světa, nestala se mezinárodní zdravotnickou hrozbou, a tudíž se s ní Rada bezpečnosti nemusela zabývat. To však neplatí o Rezoluci 2177 a Rezoluci 1308.

## Rada bezpečnosti a její angažovanost v jiných zdravotnických problémech
Rada bezpečnosti vydala mnoho rezolucí, jenž se zabývaly zdravotními problémy, ale nikdy rezoluci, která by se týkala pouze jedné epidemie. (Viz Rezoluce 2177 na Ebolu) Mezi rezolucemi, které se zabývaly mezinárodními zdravotnickými hrozbami byla např. Rezoluce 1308 týkající se AIDS. Tato rezoluce byla přijata jednohlasně stejně jako rezoluce o Ebole. AIDS a další virové onemocnění jsou předmětem zájmu, nejen národních, ale i mezinárodních agentur jako např. WHO. V reakci na vypuknutí AIDS byla speciálně pomoci OSN vytvořena organizace UNAIDS, kde se jednalo o společné spolupráci na boji proti AIDS. OSN má však také mnoho svých organizací, které pomáhali lidem s tímto onemocněním a s dalšími různými infekcemi, tyto organizace pomáhali také nakaženým virem Ebola. Např. Dětský fond OSN (UNICEF), Rozvojový program OSN (UNDP), Populační fond OSN (UNFPA), Organizace OSN pro výchovu, vědu a kulturu (UNESCO), Světová zdravotnická organizace (WHO) a Světová banka. V této Rezoluci 1308 vznikla organizace UNAIDS. UNAIDS podporoval společné plány a strategie všech národů, podporoval mezinárodní spolupráci a pomoc v boji proti AIDS. Upozorňoval na důležitost prevence a poradenství v rozvojových zemích a dobrovolné testování v těchto oblastech pro snížení počtu nakažených.
Rozdíl mezi epidemií Eboly a epidemií HIV/AIDS je především v rychlosti šíření viru. Ebola se šíří mnohem rychleji a nebezpečí přenosu z osoby na osobu je též větší. Proto virus Eboly znamená mnohem větší hrozbu pro světové společenství.

## Šíření Eboly před začátkem jednání na půdě OSN
První případ ze současné epidemie byl již v prosinci 2013, kdy v Guinejské vesnici Meliandou zemřeli první 3 lidé. Z důvodu značné izolovanosti vesnice Meliandou od okolního světa (2 hodiny autem po rozbité silnici do nejbližšího města), zůstala tato úmrtí bez povšimnutí a další 3 měsíce se virus v této oblasti nepozorovaně šířil. Místní lékaři dlouho věřili, že se vypořádávají s cholerou nebo s horečkou Lassa.
Až 25. března 2014 deklaroval guinejský ministr zdravotnictví vypuknutí nemoci ve východních okresech země. Do 24. března 2014 bylo v Guineji evidováno 86 případů a 59 úmrtí. Rozšíření do okolních zemí se vyšetřovalo.
17. dubna 2014 bylo v Libérii 27 nákaz Ebolou, z toho 13 skončilo smrtí.
29. dubna bylo v Guineji 221 potvrzených případů a 146 úmrtí.
24. červen: Guinea-390 případů (270 úmrtí), Libérie - 51 případů (34 úmrtí), Sierra Leone - 158 případů (34 úmrtí)
12. července bylo v těchto třech zemích dle již 964 případů onemocnění, které způsobilo smrt v 603 případech.
27. července přibyla na seznam zemí zasažených Ebolou také Nigérie prvním případem a úmrtím, která nakonec, přesto že má cca 170 milionů obyvatel, se s epidemií vypořádala velmi dobře, zaznamenala pouze 8 úmrtí způsobených Ebolou. 1 27. července byl celkový počet nakažených 1323, 729 úmrtí.
28. srpen: rozšiřování viru pokračuje a ještě zrychluje. Celkem je 3069 nakažených, 1552 úmrtí. Celkové procento úmrtnosti je 52%.
16. září – dva dny před zasedáním Rady bezpečnosti OSN, na které se začalo jednat o epidemii Ebole jako o ohrožení mezinárodního míru, bylo zaznamenáno 4985 případů, z toho 2461 úmrtí. Nejhůře byla zasažena Libérie – přes 1200 mrtvých.

## Aktivity Světové zdravotnické organizace (WHO)
WHO se Ebolou začala zabývat 22. 3. 2014, kdy ji o rychle se rozvíjející epidemii informovalo Guinejské ministerstvo zdravotnictví.
8. srpna 2014: Světová zdravotnická organizace prohlásila tuto epidemii za ohrožení veřejného zdraví mezinárodního významu (PHEIC).
22. září WHO potvrdila, že současná epidemie Eboly v západní Africe nadále PHEIC představuje.
28. srpna, zveřejnila WHO plán na vypořádání se s epidemií Eboly (Ebola Response Roadmap), ve kterém předpokládá 20 000 případů nakažení, než se podaří dostat epidemii pod kontrolu, což by mělo být během 6 až 9 měsíci, s nákladem 490 milionů dolarů za prvních 6 měsíců. Jak se ukázalo, plán byl příliš optimistický a 16. září WHO revidovala tento plán: cena dosáhne 1 bilionu korun a pod kontrolu se epidemii pravděpodobně nepodaří dostat do 20 000 případů nakažení. 8 Dle kategorizace WHO v současné době v Guineji, Libérii a Sieře Leone probíhá rozšířený a intenzivní přenos nemoci.

## Impulz pro jednání a dynamika vývoje
Jedním z prvních náznaků, že epidemie Eboly se vymyká kontrole nejen tamním úřadům, ale i neziskovým organizacím bylo prohlášení Lékařů bez hranic, které bylo učiněno 20. června 2014. V prohlášení stálo, že epidemie Eboly se „zcela vymkla kontrole.“ Světové společenství však začalo reagovat na toto varování až začátkem srpna, kdy WHO svolalo první zasedání IHR Emergency comittee, které se konalo 6-7.8. Z tohoto zasedání vyplývá, že vypuknutí epidemie v Západní Africe je „mimořádná událost“ a možné důsledky dalšího mezinárodního šíření jsou obzvláště závažné vzhledem k virulenci viru. Dále poukazují na ten fakt, že infikované státy samy nejsou schopny zamezit šíření viru a proto je nezbytná mezinárodní spolupráce.
První krok, který OSN podnikla k potlačení virové epidemi, byl jmenování Davida Nabarro do pozice Senior UN System Coordinator for Ebola. „Dr. Nabarro bude odpovědný za zajištění toho, že systém Organizace spojených národů bude schopný účinným a koordinovaným způsobem přispět k celosvětovému úsilí o zastavení šíření viru Eboly.“ stálo v prohlášení generálního tajemníka.
Dalším nezbytným krokem kvůli stále se zhoršující situaci v Západní Africe bylo zaslání „Council letter“ generálním tajemníkem Pan-Ki munem s návrhem tříměsíčního technického prodloužení UNMIL (toto prodloužení vypršelo 30. září 2014). Tato mise již v minulosti udržovala pořádek v Libérii pomocí armádních a civilních složek a tak měla činit i nadále. UNMIL tudíž měla sloužit jako překlenovací most v období, kdy nebylo zcela jasné, jaké konkrétní kroky budou učiněny ze strany OSN.
Ve stejný den, kdy byl poslán již zmiňovaný Council letter, WHO zveřejnila důležitý dokument Ebola Response Roadmap. Tento komplexní dokument je reakce na kritickou situaci v Africe a přichází s několika zcela konkrétními kroky, jak zmírnit dopady nemoci v horizontu 6-9 měsíců a zcela zastavit její šíření do dalších států. (viz Aktivity Světové zdravotnické organizace (WHO))
Dalším významným krokem, který nastal v organizovaném postupu proti epidemii, se uskutečnil 5. září, když vyšel v účinnost „Mechanismus reakce na krizi“ (Crisis Response Mechanism). Tento dokument zamýšlí sjednotit postup systémů OSN, členských států, nevládních organizací a partnerů.

## Nevládní neziskové organizace
Neziskové organizace působí v Západní Africe již dlouhá desetiletí, a proto byly jedny z prvních, které zareagovaly na nastalou situaci, začali podnikat efektivní kroky a informovat okolní svět o dané situaci. Klíčovými organizacemi v této oblasti jsou Lékaři bez hranic (Medicins Sans Frontieres) a Mezinárodní červený kříž (ICRC)
- Lékaři bez hranic: Operují v Libérii, Guineji a v Sieře Leoně. Na místě působí 306 zahraničních a cca 3078 místních spolupracovníků, kteří působí v 7 léčebných a ve 2 tranzitních centrech. K datu 11. 12 2014 se v jejich zařízeních vystřídalo na 6930 případů, u 4369 byla Ebola potvrzená a z toho bylo 1954 vyléčených. Nejhorší situace je deklarována v Libérii.[18]

- Mezinárodní červený kříž: Tato organizace především zajišťuje bezpečné a důstojné pohřby v postižených zemích. Ovšem i ona sama disponuje léčebnými kapacitami. Konkrétně 60 lůžky v Kemenu, Sierra Leone.[19]

Kromě těchto dvou nejvýznamnějších neziskových organizací působí v regionu i další organizace popř. mise. Např. mise Milosrdných bratří vzbudila zájem evropské společnosti o dění v Západní Africe. Tento zájem o epidemii vzrost díky bratrovi Migelu Pajaresovi a řeholnici Julii, kteří byli převezeny do Španělska, aby jim byl aplikovaný experimentální lék ZMapp. O několik dní však Pajares zemřel v nemocnici a Evropa si uvědomila závažnost situace.

## Rezoluce 2177 - dokument
Na své 7268. schůzi Rada bezpečnosti jednomyslně schválila Rezoluci 2177, která se zabývá ohrožením bezpečnosti v Západní Africe virovým onemocněním Ebola. Tato rezoluce je unikátní tím, že vůbec poprvé označila Rada bezpečnosti ohrožení veřejného zdravý jako hrozbu pro mezinárodní mír a bezpečnost. V minulosti sice již byla schválena Rezoluce 1308, která se zabývala virem HIV, ale toto ohrožení bezpečnosti bylo označeno pouze jako regionální.
V rezoluci se Rada bezpečnosti znepokojuje nad danou situací, jelikož může způsobit vážnou destabilizaci regionu a to díky možnému nárůstu občanských nepokojů, sociálního napětí a zhoršení politické situace. Dále se v rezoluci dočteme několik případů správného postupu, které se zde dávají příkladem. Jedním z těchto příkladů je Mano River Union Extraordinary Summit, který se konal 1. srpna 2014. Tato smlouva pomohla napadeným státům k bližší spolupráci, posílení lékařského servisu a k oprávnění izolovat nákazu pomocí přeshraničního zásahu.
Kromě již zmiňované části, kde se Rada bezpečnosti pochvalně vyjadřuje o některých činech, které byly již v minulosti vykonány, se můžeme v tomto dokumentu dočíst o konkrétních krocích a připomínkách, které by měli zlepšit situaci v regionu.
1. Upozorňuje na vážnost epidemie Eboly a zdůrazňuje nutnost regionální a mezinárodní kooperace.[19]
2. Vyzývá státy regionu, aby usnadnili přepravu specializovaného personálu a zásob, které pomáhají v boji proti virové epidemii.[18]
3. Zrušit cestovní omezení, která byla uvalena na infikované státy. Rada bezpečnosti zde klade důraz na volný pohyb nejen osob, ale i zboží a bere na vědomí tlak, který v této oblasti vyvíjí Africká unie.
4. Zdůrazňuje, důležitost osvěty v oblasti prevence proti viru.[25]
5. Upozorňuje na specifické potřeby žen a zdůrazňuje jejich důležitost v zapojení se do řešení tohoto konfliktu.
6. Vyzývá státy v regionu, aby zamezili případným dezinformacím, kterým by mohli zkomplikovat situaci.[26]
7. Vyzývá členské státy OSN, aby poskytly postiženým zemím materiální zdroje, které by pomohly v boji proti nemoci. Např. polní nemocnice, experty v daném oboru, laboratoře apod. 19

## Implementace a její praktické dopady – vytvoření UNMEER
18. září byla poprvé v historii OSN vytvořena zdravotnická záchranná mise na podporu v Africe UNMEER (United Nations Mission for Ebola Emergency Response), jejímž úkolem je především posílení centrální role WHO v tomto problému a to především v sociální, ekonomické či rozvojové sféře. Tým UNMEER je nasazen do ohniska Eboly v Ghaně, konkrétně v hlavním městě Accra a úzce spolupracuje s vládami v Guiney, Libérii a Sierra Leone. Tento tým by měl reprezentovat syntézu mezi zdravotnickou a bezpečnostní, politickou frakcí OSN. UNMER byl ovšem dlouho nečinný, první krok přišel až v polovině října, kdy bylo vypraveno letadlo a několik konvojů aut, ovšem ani jeden z nich nepřivážel z Ghany potřebné ochranné pomůcky nebo léky, nýbrž pouze stožáry a plachty na opravu skladů či nemocnic, ve kterých by se teprve někdy v budoucnu začaly vyrábět potřebné materiály. 5. listopadu vydal UNMEER prohlášení, ve kterém bylo zveřejněno, že situaci v Sierra Leone zapříčinil především nedostatek léčebných center a dvě třetiny lidí s nákazou za poslední 3 týdny byly právě z této země. Díky nedostatku volných míst v léčebných zařízeních se někteří lidé rozhodli, že budou o své příbuzné nemocné pečovat doma. UNMEER v této souvislosti vydal prohlášení, že z karantén odcházejí také díky nedostatku jídla a dalších důležitých věcí. Světový potravinový fond (WFP) se na toto téma vyjádřil tak, že o některých postižených místech nemá dostatek informací, a snaží se co nejrychleji postiženým oblastem pomoci. Výkonný ředitel WFP též uvedl, že tento program již pomohl 1,3 milionu obyvatel v Sierra Leone. Na konferenci WHO v Beninu pak náměstkyně ministra zdravotnictví Sierra Leone Madina Radmanová uvedla, že zhruba 50% lidí neumírá na Ebolu, ale na nějakou léčitelnou nemoc, avšak ze strachu z Eboly se neodváží přijít na vyšetření.

## Situace mimo UNMEER
Kromě WHO a OSN se snaží pomáhat postiženým oblastem i jiné státy, příkladem může být například Egypt, který v půlce října poslal do Ebolou zachvácené Guiney zdravotnickou pomoc. Dne 21. 10. došlo k částečnému průlomu, protože Dr. Marie Paule Kieny oznámila, že sérum z krve nakažených Ebolou a následně vyléčených bude v Libérii k dispozici během několika týdnů, vakcíny pak v lednu 2015. 27. 10. pak v USA vešel v platnost plán, který posílá všechny cestující z Guiney, Libérie či Sierry Leone na zvýšené pozorování. Mělo by trvat po celou inkubační dobu (21 dní) a zaměřeno má být především na tělesnou teplotu- ráno a večer, dále pak na nevolnost, průjem, bolesti svalů či krvácení. Na konci října vydalo OSN prohlášení, že rozšíření eboly se v Libérii zpomaluje díky změnám v nakládání s mrtvými v márnicích.